# Клепалов, Юрий Михайлович
Ю́рий Миха́йлович Клепа́лов (род. 14 апреля 1947) — российский балалаечник, композитор, солист инструментального дуэта «Серебряные струны». Заслуженный артист Российской Федерации (1998). Известен как создатель своей оригинальной манеры игры на балалайке соло, предпочитает играть без сопровождения и преимущественно свои собственные композиции. Окончив Уральскую консерваторию имени М. П. Мусоргского по классу народного артиста России, профессора Евгения Блинова музыкант прошел все ступени творческого пути, совмещая работу солиста филармонии и преподавателя института и училища искусств. Еще во время обучения Ю. Клепалов, исполняя и анализируя программные произведения зарубежных и русских классиков, чувствовал потребность найти современный и в то же время не нарушающий традиций язык звучания балалайки.

## Образование
С 1963 по 1967 учился в Свердловском музыкальном училище им. П. И. Чайковского, с 1967 по 1972 в Уральской Государственной консерватории им. М. П. Мусоргского (класс профессора, народного артиста России Е. Г. Блинова).

## Стиль исполнения
В России и мире известны только два балалаечника такой классической исполнительской школы игры на балалайке и по такому масштабу божественного таланта, это — Рожков и Клепалов! Юрию Клепалову с его ансамблем аплодировали залы Франции, Германии, Греции, Швеции, Югославии. А концерты в Японии заканчивались всегда одним и тем же — японцы обступали главного исполнителя и подолгу разглядывали его пальцы, которые так потрясающе заставляли звучать балалайку.— О. Булатова. "Золотое кольцо". 8.06.2003

И вот где-то в 80-х годах ушедшего века на музыкальном небосклоне появился оригинальный, ни на кого не похожий музыкант — балалаечник Юрий Клепалов. Играет он только без сопровождения и только свои сочинения, больше напоминающие импровизацию.
Самобытность его бросилась в глаза при первом же знакомстве с его игрой. Это крепкий, насыщенный звук, очень динамичная и насыщенная кантилена, на редкость разнообразные штрихи и оригинальный, изменчивый метроритм. В его композициях — импровизациях всегда присутствует глубокий замысел, программность, тесная связь с жизнью и другими видами искусства. Вот лишь некоторые названия его сочинений: «Размышления о Родине», «Каслинское литьё» (под впечатлением работ мастеров чугунного литья), «Баллада о русской женщине» (по мотивам рассказа Л. Заворотчевой), «Думы об отце» (по сюжету одноимённой картины В. Волкова). Своим скоромным по техническим возможностям инструментом Клепалову удается передать самые сложные художественные замыслы, нередко с привлечением звукоизобразительных средств, которыми не так уж богата балалайка. Таков колокольный перезвон в пьесе «Храм Василия Блаженного» или иллюзия рассвета в картинке «Солнце встает». Поразительную изобретательность музыкант проявляет в ряде полифонических сочинений, добиваясь ведения мелодии на фоне собственного же аккомпанемента. Создается впечатление, что звучат сразу две балалайки («Ожидание», «Солнце встает»). Хороши по своей изобретательности жанровые «сценки», музыка которых и свежа, и традиционна одновременно. Жаль, что таких пьес мало (Русское скерцо, Частушка, Барыня)— А. Широков, засл. деятель искусств РФ

## Гастроли
Как исполнитель собственных произведений Ю. Клепалов выступал в США, Японии (18 гастрольных туров), Швеции, Финляндии, Норвегии, Дании, Германии, Франции, Люксембурге, Бельгии, ОАЭ, Союзе Мьянма (Бирма), Бангладеш, Сербии, Венгрии, Болгарии, Греции, Латвии, Украине, Беларуси, Казахстане. На протяжении нескольких лет Ю.Клепалов открывал концерт лауреатов конкурса им. П. И. Чайковского в Японии.

## Дискография
1. «Поэма Русь» (1995, CD)
2. «Размышление о Родине» (1996, винил)
3. «Сириус» (1998, CD)
4. «Серебряный романс» (2003, CD)
5. «Играет Юрий Клепалов» (2003, CD)
6. «Песни, с которыми мы победили» (2005, CD)
7. «Любимые мелодии России» (2010, CD)

## Композиторская деятельность
Помимо большого количества сочинений для балалайки соло Ю. Клепалов — автор романсов и песен. За цикл романсов на стихи великого русского писателя и поэта И. А. Бунина композитор отмечен Союзом Писателей России и Председателем СФ РФ Егором Строевым премией И. А. Бунина. Ю.Клепалов автор музыки к спектаклю МХАТа им. Горького «Высотка».
1. Нотный альбом «Романсы на стихи И. А. Бунина». М., «Музыка», 1996.
2. Нотный альбом «Романсы и песни». Издательство «Принт», 1999.
3. Нотный альбом «Испанский танец». М., «Музыка», 2001.
4. Нотный альбом « Романсы на стихи классиков русской поэзии». М., «Музыка», 2002.
5. Нотный альбом «Концертные произведения для балалайки соло». М., «Музыка», 2003.

## Награды и звания
- Медаль ордена «За заслуги перед Отечеством» II степени (21 апреля 2005 года) — за заслуги в области культуры и искусства, многолетнюю плодотворную деятельность[1].
- Заслуженный артист Российской Федерации (4 июля 1998 года) — за заслуги в области искусства[2].
- Орден Серафима Саровского III степени РПЦ.
- Орден Петра Великого I степени АБОП.
- Орден Петра Великого III степени АБОП.